# Diraneura
Diraneura is een geslacht van rechtvleugeligen uit de familie veldsprinkhanen (Acrididae). De wetenschappelijke naam van dit geslacht is voor het eerst geldig gepubliceerd in 1897 door Scudder.

## Soorten
Het geslacht Diraneura  is monotypisch en omvat slechts de volgende soort:
- Diraneura bivenosa (Scudder, 1869)